# Глухоєдов Анатолій Федорович
Анатолій Федорович Глухоєдов (24 квітня 1938, Сімферополь) — радянський футболіст, який грав на позиції захисника і півзахисника. Відомий за виступами у складі сімферопольської «Таврії» у класі Б та другій групі класу А, за яку зіграв понад 280 матчів в чемпіонаті та Кубку СРСР. Після завершення виступів на футбольних полях протягом двох років працював у тренерському штабі сімферопольської команди.

## Клубна кар'єра
Анатолій Глухоєдов народився у 1938 році в Сімферополі. Розпочав займатися футболом у рідному місті, з 1956 року грав у місцевій аматорській команді «Буревісник». У 1958 році на основі цієї команди в Сімферополі організували команду класу Б під назвою «Авангард», гравцем якої, разом із Еммануїлом Анброхом, Юрієм Бондарєвим, Віталієм Живицею, Володимиром Масальцевим, Володимиром Никоновим, став також і Глухоєдов. Протягом 10 років вінбув одним із основних гравців захисту сімферопольської команди, яку в 1963 році перейменували на «Таврію», зробивши перерву у виступах за сімферопольський клуб у 1960 році через призов у армію та важку травму. У 1962 році Анатолій Глухоєдов разом із командою став бронзовим призером першості УРСР. У 1964 році Глухоєдов разом із командою став переможцем зонального турніру класу Б. У 1967 році Анатолій Глухоєдов закінчив виступи в команді майстрів, і до 1972 року грав у сімферопольській аматорській команді «Авангард».

## Після завершення футбольної кар'єри
Після завершення виступів на футбольних полях Анатолій Глухоєдов протягом двох років, з 1980 до 1982 року, працював начальником команди свого рідного клубу «Таврія». Саме в цей час сімферопольська команда уперше в своїй історії вийшла до вищого дивізіону чемпіонату СРСР, перемігши у першій лізі в 1980 році. Команда успішно стартувала у вищому дивізіоні, посідаючи після першого кола 7 місце, проте через навколофутбольні причини команда в другій половині сезону виступила невдало, та вибула з вищої ліги.

## Особисте життя
Анатолій Глухоєдов одружений, у подружжя є дві дочки, одна з яких працювала лікарем, а друга суддею в Сімферополі.